# Maurice Pialat
Maurice Pialat (Cunlhat, 1925. augusztus 25. – Párizs, 2003. január 11.) César-díjas francia filmrendező, színész, forgatókönyvíró. A francia új hullám "második" hullámának (Jean Eustache, Philippe Garrel és Jacques Doillon mellett), kicsit megkésett jelentős, dokumentarista alkotója. François Truffaut nagy kedvence, korai filmjeinek producere.

## Élete
Főiskolai tanulmányait a Képző- és Iparművészeti Főiskolán végezte Párizsban.
Először festő, majd csak később lett színész. 1955-től színházi rendezőként dolgozott. 1958-tól rövidfilmeket forgatott. 1960-tól tv- és filmrendező-asszisztensként dolgozott. 1963-1964 között dokumentumfilmeket készített. 1969-től játékfilmrendező volt.

## Filmjei
- Kopár gyermekkor (1969)
- Nem együtt öregszünk meg (1972)
- Nyitott torok (1974)
- Érettségizz előbb! (1979)
- Loulou – A vagány (1980)
- Szerelmeinkre (1983)
- Zsaruszerelem (1985)
- A Sátán árnyékában (1987) (színész is)
- Van Gogh (1991)
- A legényember (1995)

## Díjai
- César-díj a legjobb filmnek (1984)
- Cannes-i Arany Pálma-díj (1987)

## Szakirodalom
- Bikácsy Gergely: Bolond Pierrot moziba megy – a francia film ötven éve (Héttorony Könyvkiadó – Budapest Film, Bp., 1992.)
- Paul Schrader: A transzcendentális stílus a filmben: Ozu/Bresson/Dreyer (Szerzőifilmes Könyvtár 2. kötet; Francia Új Hullám Kiadó, Bp., 2011.)